# Instant Vintage
Instant Vintage è l'album di debutto del 2002 del cantante e produttore discografico statunitense R&B Raphael Saadiq. È stato il suo primo album solista dopo aver trascorso gran parte della sua carriera nei Tony! Toni! Toné! come session player e produttore. L'album fu un successo critico ma sottoperformò commercialmente, portando alla partenza di Saadiq dalla Universal Records.

## Registrazione e produzione
Dopo aver lasciato la band R&B Tony! Toni! Toné!, Saadiq ha formato il gruppo Lucy Pearl con Dawn Robinson e Ali Shaheed Muhammad mentre lavorava come produttore e session player. Ha quindi iniziato la sua carriera come artista solista con Instant Vintage. L'album è stato registrato in circa sette mesi con i produttori Jake and the Phatman e Raymond Murray, tra gli altri. Durante le sessioni, i contributi degli ospiti sono stati improvvisati da Angie Stone, T-Boz, Calvin Richardson, Hi-Tek e il fratello maggiore di Saadiq, Randy Wiggins. Durante questo periodo Saadiq ha anche prodotto brani per altri artisti nello studio, tra cui Macy Gray, TLC, Isley Brothers, Joi e Kelly Price.
Per Instant Vintage, Saadiq ha attinto ai suoni R&B, soul, hip hop, funk, rock, jazz e doo-wop, il cui risultato finale è stato descritto da lui come "gospeldelic". Ha anche registrato sezioni di archi e trombe su vinile e ha riportato le registrazioni nel mix finale, come nella traccia di apertura Doing What I Can. Questa canzone includeva anche registrazioni vocali che sintetizzavano i crediti di Saadiq come membro di Tony! Toni! Toné! e Lucy Pearl. Il brano di chiusura, Skyy, Can You Feel Me, è stato scritto da lui la notte della morte della cantante Aaliyah. Saadiq in seguito disse a Billboard: "Mi sentivo solo un po’ "angelico" su di lei".

## Titolo e confezione
Secondo la giornalista di Rolling Stone Tracy E. Hopkins, Instant Vintage è stata intitolata come riferimento scherzoso alla "natura usa e getta della musica contemporanea". Per il servizio fotografico di copertina, Saadiq ha fatto truccare un artista intorno al suo occhio come Pete the Pup della serie comica Our Gang. "È stato divertente vedere la gente cercare di capire cosa significasse", ha ricordato Saadiq. "Non sapevo nemmeno cosa diavolo significasse. In seguito, ho pensato che significasse che ero concentrato, che avevo un occhio su ciò che volevo dalla mia carriera".

## Pubblicazione e promozione
Instant Vintage è stato pubblicato dalla Universal Records l'11 giugno 2002 con scarse vendite. Secondo Ethan Brown della rivista di New York, l'album "ha rapidamente trovato fan in Europa - i remix illeciti hanno persino contribuito a generare un nuovo genere nel Regno Unito chiamato "pirate soul", ma "ha faticato a trovare un pubblico tra i fan di R&B abituato alle superstar adolescenti e ad una scena neosoul che ha trovato Saadiq strano e insufficientemente reverenziale rispetto alle origini del soul degli anni Settanta su cui si è dato da fare". Saadiq ha supportato l'album con un tour promozionale da maggio a giugno 2002, esibendosi in 11 città americane; tra cui New York, Los Angeles e Atlanta; prima di intraprendere un altro tour poco dopo con Joi. Dopo la deludente performance commerciale del disco, Universal ha concluso il suo contratto con Saadiq, che ha continuato a pubblicare il suo secondo album Ray Ray nel 2004 con la sua etichetta discografica, Pookie Entertainment.

## Critica ed accoglienza
Instant Vintage ha ricevuto recensioni positive dalla critica. Jeff Vrabel, critico del Chicago Sun-Times, lo ha ritenuto "un R&B quasi ingiustamente senza sforzo che cade a metà strada tra neosoul e Curtis Mayfield", aggiungendo che la "serie di melodie dolci di Saadiq, la strumentazione delicatamente flessibile e le storie malinconiche di strada come 'You're the One That I Like" 
luccicante con l'anima". Dan Leroy di Yahoo! Music l'ha definita "una di quelle rare creazioni [R&B] che fanno virtù della sua espansione" e ha creduto che le produzioni e i testi inventivi di Saadiq abbiano distinto i suoi riappropriati suoni soul classici. Robert Christgau ha scritto in The Village Voice che la "strategia strutturale del disco si basa sulla strategia erotica - inizia indirettamente e fiorisce in eccitazione. Le tracce individuali funzionano in questo modo, così come l'album nel suo insieme, che onora il sacro ricordo di Tony! Toni! Toné! in modo più eloquente di Lucy Pearl e potrebbe essere più amichevole per le donne." Il critico del New York Times Ben Ratliff ha affermato che l'approccio originale e austero di Saadiq alla musica soul degli anni '70 ha compensato la sua voce cantata relativamente noiosa, mentre il recensore del Los Angeles Times Marc Weingarten considerava Instant Vintage come un disco troppo lungo, "lungo, sistemato con gusto e silenzioso". Ken Tucker è stato più critico in Entertainment Weekly, trovando la musica seducente ma priva di spontaneità e gravata da "testi di auto-congratulazioni" sui talenti musicali di Saadiq e sulla fedeltà romantica. "Saadiq ci sta dicendo di ammirarlo e ci fa pensare che non abbia molto altro da dire", ha detto Tucker.
Per Instant Vintage Saadiq si è aggiudicato una nomination al Grammy Award 2003 per il miglior album R&B, mentre Be Here è stato nominato nelle categorie di miglior brano R&B e miglior performance urbana/alternativa. Nonostante le nomination, Brown credeva che il disco fosse "ignorato dai critici americani infatuati dai suoni meccanici e minimi dei Neptunes e di Timbaland" popolari all'epoca. Nel 2009, Rhapsody lo ha classificato al numero 10 nella lista "I migliori album R&B del decennio" del sito Web.

## Tracce
1. Doing What I Can – 4:19
2. Body Parts – 3:49
3. Be Here (feat. D'Angelo) – 3:48
4. Still Ray – 3:03
5. Oph – 2:34
6. You're the One That I Like – 3:13
7. Excuse Me (feat. Angie Stone e Calvin Richardson) – 3:24
8. Charlie Ray – 2:42
9. Different Times (feat. T-Boz of TLC) – 5:01
10. Tick Tock – 4:28
11. People – 4:26
12. Tek #1 – 0:31
13. Faithful – 4:05
14. Make My Day – 1:39
15. Blind Man – 4:36
16. Tek #2 – 2:10
17. Uptown – 5:07
18. What's Life Like – 2:49
19. Skyy, Can You Feel Me – 14:33